# Warwick (Oklahoma)
Warwick es un pueblo ubicado en el condado de Lincoln en el estado estadounidense de Oklahoma. En el año 2010 tenía una población de 	148 habitantes y una densidad poblacional de 20,56 personas por km².

## Geografía
Warwick se encuentra ubicado en las coordenadas 35°41′9″N 97°0′29″O / 35.68583, -97.00806 (35.685847, -97.007987).

## Demografía
Según la Oficina del Censo en 2000 los ingresos medios por hogar en la localidad eran de $28,438 y los ingresos medios por familia eran $36,250. Los hombres tenían unos ingresos medios de $26,250 frente a los $27,946 para las mujeres. La renta per cápita para la localidad era de $15,344. Alrededor del 8.8% de la población estaban por debajo del umbral de pobreza.